# Calle 104–Avenida Oxford (línea de la Calle Fulton)
La Calle 104–Avenida Oxford (conocida también como Calle 104) es una estación en la línea de la Calle Fulton del Metro de Nueva York de la división B del Independent Subway System. La estación se encuentra localizada en Ozone Park, Queens entre la Calle 104 y la Avenida Liberty. La estación es servida en varios horarios por los trenes del Servicio .